# Арутюнян, Сергей Сергеевич
Серге́й Серге́евич Арутюня́н (род. 24 марта 1971, Сухуми, Грузинская ССР, СССР) — советский и российский футболист, нападающий. В 1987 году в составе юношеской сборной СССР выиграл чемпионат мира.

## Биография
Воспитанник ДЮСШ Сухуми (первый тренер — Г. П. Елгиди).
В 1987 году по протекции Никиты Симоняна был вызван в юношескую сборную СССР на чемпионат мира в Канаде. В группе СССР выиграл два матча (в том числе разгромил Мексику со счётом 7:0) и один сыграл вничью, в итоге команда заняла первое место в группе. В четвертьфинале Арутюнян отметился дублем в ворота Франции, СССР выиграл со счётом 3:2. В полуфинальном матче против Кот-Д’Ивуара Арутюнян открыл счёт уже на первой минуте, а на 38-й — увеличил преимущество СССР до трёх голов. В итоге африканская команда была разгромлена со счётом 5:1. В финале предстояла встреча с Нигерией. После ничьи 1:1 последовала серия пенальти, которую СССР выиграл со счётом 4:2. Арутюнян стал третьим бомбардиром турнира после Юрия Никифорова и Муссы Траоре.
В том же году Арутюнян получил приглашение главного тренера московского «Динамо» Эдуарда Малофеева. Но футболист отказался, посчитав, что ехать в 16 лет из Сухуми в Москву рано, и ещё несколько лет нужно поиграть дома. В итоге игрок потерял шанс сыграть в элите советского футбола, так как больше в «Динамо» его не звали.
После «Динамо» Арутюнян перешёл в сочинскую «Жемчужину», за которую играл два сезона, а ещё три года провёл в «Уралане».
В 1997 году стал игроком «Дружба Майкоп». В Майкопе ему с командой впервые пришлось решать такую задачу, как сохранение места в первой лиге. Тем не менее, мяч, забитый Сергеем Арутюняном с передачи Азамата Паунежева в ворота екатеринбургского «Уралмаша» на 75-й минуте, и победа в игре со счётом 1:0 позволили майкопской команде сохранить место в первой лиге. Свой последний гол за «Дружбу» Арутюнян забил 12 июня 1998 года, установив окончательный счёт матча с омским «Иртышём» — 3:0.
Следующим клубом Арутюняна стала «Кубань». В первом же матче за краснодарский клуб он забил гол в ворота смоленского «Кристалла» (1:2). В итоге из пяти матчей Арутюняна в составе «Кубани» лишь в игре с «Факелом» была ничья 1:1, остальные матчи были проиграны.

## Достижения
- Чемпион мира среди юношеских команд: 1987
- Серебряный призёр зоны «Запад» Первой лиги: 1992
- Победитель 9-й зоны Второй лиги: 1989
- Серебряный призёр 9-й зоны Второй лиги: 1987
- Победитель 4-й зоны Второй низшей лиги: 1991